# Anders Færden
Anders Færden (22. juni 1860 på familiegården Færden i Norderhov, Ringerike - 26. oktober 1939 i Oslo) var en norsk kriminolog og juridisk forfatter. Hans far var fætter til Michael Johan Færden.
Færden, der blev cand. jur. 1883, ansattes 1884 i Justitsdepartementet, hvor han 1896 blev bureauchef. I 1900 blev han assessor i Kristiania Byret. Færden tog omkring 1900 initiativet til også i Norge at optage arbejdet for at bekæmpe "den hvide slavehandel", under samvirken med den internationale organisation mod la traité blanche og mødte som officiel udsending ved flere internationale konferencer angående denne sag, første gang i Paris 1902. Han har desuden den hele tid været medlem af styret for den 1899 oprettede, 1905 omorganiserede norske nationalkomité til fremme af dette formål. Han var desuden medlem af Société de législation comparée og Société générale des prisons, begge med hovedsæde i Paris. Foruden mange afhandlinger i norske og udenlandske fagtidsskrifter og i dagspressen har han blandt andet udgivet Exposé des dispositions pénales concernant des délits contre les moeurs dans divers pays (1891) og de på et bredere publikum beregnede håndbøger Norsk Lovsamling fra 1660 indtil Nutiden (2 bind, 1904—05) og Praktisk juridisk Formularbog (2. udgave 1917).